# Сиссоко, Али
Али́ Сиссоко́ (фр. Aly Cissokho; французское произношение: [ali sisɔko]; род. 15 сентября 1987, Блуа) — французский футболист, левый защитник клуба «Муангтонг Юнайтед».

## Карьера футболиста
Сиссоко с франко-сенегальским паспортом начал свою карьеру в «Геньоне» в 18 лет. В 2008 году он перешёл в «Виторию (Сетубал)», но уже через 6 месяцев, его приобрёл «Порту» за 300 тысяч евро. С «Порту» он выиграл чемпионат и кубок страны.
В конце сезона Сиссоко попал в сферу интересов многих французских, а также немецких, английских и испанских клубов. Первое и серьёзное предложение поступило от «Лиона» в размере 12 млн евро, потом игрок почти перешёл в «Милан», но врачи россонери забраковали игрока из-за проблем с зубами.
18 июля 2009 года Али вернулся во французскую Лигу 1, всё таки став игроком «Лиона». Сиссоко стал одним из лидеров команды и уверенной игрой заслужил вызов в сборную Франции. Выступая за «Лион» Али выиграл кубок и суперкубок Франции.
Летом 2012 года француз перешёл в испанскую «Валенсию», за которую отыграл один сезон. 19 августа 2013 года на правах годичной аренды пополнил состав «Ливерпуля». В составе английского клуба Сиссоко так и не смог проявить себя, на протяжении всего сезона нередко допуская ошибки в обороне. В конце концов француз был возвращен в «Валенсию».

## Достижения
«Порту»
- Чемпион Португалии: 2008/09
- Обладатель Кубка Португалии: 2008/09

 «Лион»
- Обладатель Кубка Франции: 2011/12
- Обладатель Суперкубка Франции: 2012